# Tipula vegetationis
Tipula vegetationis är en tvåvingeart som först beskrevs av Fabricius 1787.  Tipula vegetationis ingår i släktet Tipula, ordningen tvåvingar, klassen egentliga insekter, fylumet leddjur och riket djur. Inga underarter finns listade i Catalogue of Life.